# 相思子屬
相思子屬（學名：Abrus），又名雞母珠屬，是豆科蝶形花亞科中的一屬，全屬約有17個物種。當中最著名的一個品種就是毒性極強的雞母珠（又名相思子）（學名：Abrus precatorius）。其毒素雞母珠毒素只需0.01毫克的劑量已足以致命。

## 分佈
本屬物種原生於非洲、亞洲及大洋洲的熱帶至亞熱帶地區，并被人類引入到美洲的熱帶及亞熱帶。

## 分類

### 內部分類
本屬包含了17個受承認的物種，如下：
- 金黃相思子 Abrus aureus R.Vig.：馬達加斯加
- 巴拉德相思子 Abrus baladensis Thulin：索馬里
- 波氏相思子 Abrus bottae Deflers：沙特阿拉伯及也門
- 灰毛相思子 Abrus canescens Welw. ex Baker： 非洲
- 異葉相思子 Abrus diversifoliolatus Breteler：馬達加斯加
- 雞骨草 Abrus fruticulosus Wall. ex Wight & Arn.：东亚至西非
- 加文相思子 Abrus gawenensis Thulin：索馬里
- 卡奥科相思子 Abrus kaokoensis Swanepoel & Kolberg：纳米比亚
- 光滑相思子 Abrus laevigatus E.Mey.：南非
- 長苞相思子 Abrus longibracteatus Labat：寮國及越南
- 馬島相思子 Abrus madagascariensis R.Vig.：馬達加斯加
- 美麗相思子 Abrus melanospermus Hassk.：亞洲及非洲[註 1]
- 小葉相思子 Abrus parvifolius (R.Vig.) Verdc.：馬達加斯加
- 雞母珠 Abrus precatorius L.：非洲、亞洲至大洋洲[4]
- 美丽相思子 Abrus pulchellus Wall., 1831[4]
- 桑比拉努河相思子 Abrus sambiranensis R.Vig.：馬達加斯加
- 索馬利亞相思子 Abrus somalensis Taub.：索馬里
- 威氏相思子 Abrus wittei Baker f.：民主剛果

## 外部連結
- ILDIS Legume database （页面存档备份，存于）